# Faujasina
Faujasina, en ocasiones erróneamente denominado Faujassina, es un género de foraminífero bentónico de la subfamilia Faujasininae, de la familia Elphidiidae, de la superfamilia Rotalioidea, del suborden Rotaliina y del orden Rotaliida. Su especie tipo es Faujasina carinata. Su rango cronoestratigráfico abarca desde el Plioceno hasta el Pleistoceno.

## Clasificación
Faujasina incluye a las siguientes especies:
- Faujasina carinata †
- Faujasina compressa †
- Faujasina subrotunda †